# Хаблова, Агния Ивановна
Агния Ивановна Хаблова(в девичестве — Фёдорова; 5 августа 1919, Солецкий район, Новгородская обл. — 2009, Санкт-Петербург) — советская медицинская сестра времён Великой Отечественной войны, дважды Почётный донор СССР, награждена медалью имени Флоренс Найтингейл (1965).

## Биография
Родилась 5 августа 1919 года в Солецком районе Новгородской области. Переехала в Ленинград, где поступила в школу ФЗУ фабрики «Скороход» которую впоследствии окончила с отличием. Поступила работать швеёй на эту же фабрику. Была стахановкой. Пошла в школу медицинских сестёр Московского района, которую окончила в мае 1941 года.
После начала Великой Отечественной войны ушла добровольцем на фронт в 1941 году. Служила санинструктором в 59-м Электросиловском полку дивизии народного ополчения Московского района. Периодически использовала винтовку и, вместе с Марией Кошкиной отправлялась на «охоту». За войну Агния убила 22 немецких солдата. Сама Хаблова сдавала кровь для донорства 30 раз за время войны, причём несколько раз для прямого переливания. Вынесла с поля боя более 200 раненых солдат.
После войны направляется в медико-санитарную часть завода «Электросила». На этом заводе Агния Ивановна организует комитет Красного Креста и становится его председателем. Продолжает заниматься донорством. За всю жизнь сдавала кровь 97 раз. Выступала за движение безвозмездного донорства.
Умерла в 2009 году в возрасте 91 года.

## Награды
- В 1965 году за оказание помощи раненым и пострадавшим во время войны, за неоднократный риск ради спасения людей Международный Комитет Красного Креста наградил Агнию Ивановну Хаблову медалью имени Флоренс Найтингейл.
- Орден Отечественной войны 2-й степени (1985)
- За большую патриотическую работу среди молодёжи награждена орденом Дружбы
- Нагрудный знак «Отличник здравоохранения»
- Нагрудный знак «Почётный донор СССР» (дважды)
- Медали СССР, в том числе медаль «За боевые заслуги» (1943), «За оборону Ленинграда»